# Marta Cavalli

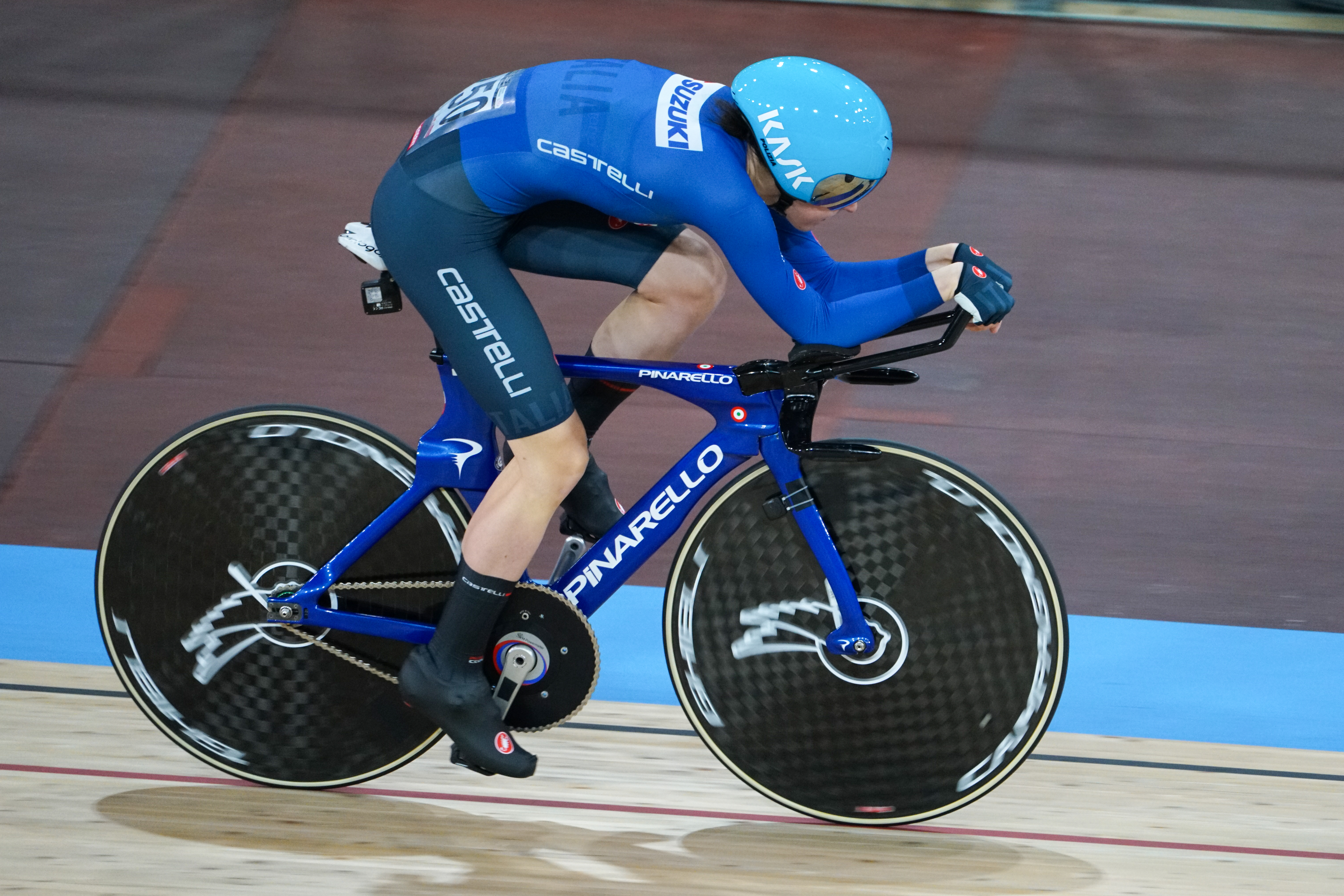
Cavalli bei der Bahn-WM 2020 in der Qualifikation der Einerverfolgung

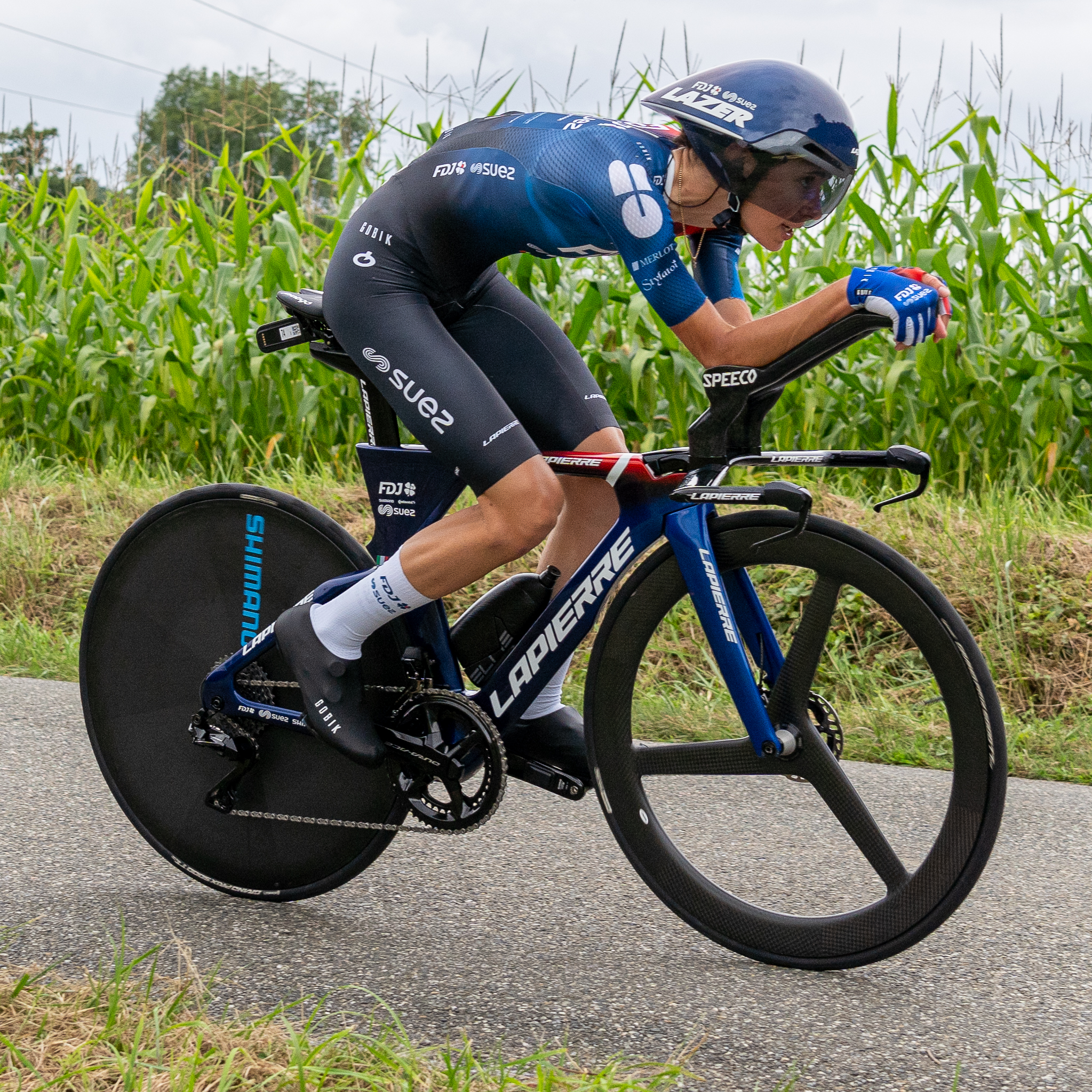
Cavalli beim Einzelzeitfahren der Tour de France Femmes 2023

Marta Cavalli (* 18. März 1998 in Cremona) ist eine italienische Radrennfahrerin, die auf Bahn und Straße aktiv ist.

## Sportliche Laufbahn
Der Vater von Marta Cavalli, Alberto, war Radrennfahrer und setzte seine Tochter mit zehn Jahren aufs Rad. In den folgenden Jahren war sie bei Rennen in allen Altersklassen erfolgreich.
2015 wurde Marta Cavalli gemeinsam mit Elisa Balsamo, Rachele Barbieri und Sofia Bertizzolo Junioren-Europameisterin in der Mannschaftsverfolgung. Am 11. Mai 2016 stürzte sie beim Training auf dem Velodromo Fassa Bortolo in Montichiari schwer, woraufhin sie drei Wochen im Krankenhaus lag und monatelang die Gefahr bestand, dass sie eine Niere verliere. Erst nach sechs Monaten konnte sie wieder trainieren und wurde im Dezember 2016 auf Anhieb italienische Junioren-Meisterin im Punktefahren.
Im Jahr 2017 wurde Cavalli mit Balsamo, Martina Alzini und Francesca Pattaro U23-Europameisterin in der Mannschaftsverfolgung. Diesen Titel konnte sie 2018 und 2019 verteidigen. Im Jahr 2018 wurde sie außerdem U23-Europameisterin in der Einerverfolgung. Bei zwei Läufen des Bahnrad-Weltcups 2017/18 – in Santiago de Chile und in Minsk – errang Cavalli gemeinsam mit dem italienischen Frauen-Vierer jeweils die Silbermedaille. In Santiago holte sie zudem mit Elisa Balsamo Bronze im Zweier-Mannschaftsfahren. Bei den Elite-Europameisterschaften 2018 gewann sie mit dem italienischen Bahnvierer die Silbermedaille. Im selben Jahr wurde sie italienische Meisterin im Straßenrennen. Im Juli 2019 siegte sie bei der erstmals für Frauen ausgetragenen Derny-Europameisterschaft. Auf der Straße gewann sie mit einer Etappe des Giro delle Marche in Rosa, den sie als Zweite der Gesamtwertung abschloss, ihren ersten internationalen Wettbewerb. 2020 wurde sie mit Chiara Consonni, Martina Fidanza und Vittoria Guazzini U23-Europameisterin in der Mannschaftsverfolgung.
Im Straßenrennen der Olympischen Spiele in Tokio belegte Marta Cavalli Platz acht. Mit der italienischen Mannschaft (Matteo Sobrero, Filippo Ganna, Alessandro De Marchi, Elena Cecchini und Elisa Longo Borghini) wurde sie Europameisterin in der Mixed-Staffel. 2022 gewann Cavalli das Amstel Gold Race und die Flèche Wallonne. Beim Eintagesrennen Mont Ventoux Dénivelé Challenge am 14. Juni 2022 siegte sie vor Clara Koppenburg. Bei der Tour de France Femmes 2022 stürzte sie auf der zweiten Etappe schwer, seitdem hat sie Angst im Peloton zu fahren, was ihre Leistungen beeinträchtigt. 2023 gewann sie die Tour Féminin International des Pyrénées sowie die Tour Cycliste Féminin International de l’Ardèche. Beim Giro dell’Emilia Donne belegte sie Rang zwei in der Gesamtwertung, und sie wurde italienische Vize-Meisterin im Einzelzeitfahren.
Anfang des Jahres 2024 stürzte Cavalli im Training und erlitt eine Beckenprellung. Erst im April kehrte sie ins Renngeschehen zurück, hatte aber nur vier Renneinsätze. Im Juli 2024 wurde sie im Training von einem Auto angefahren und fiel für den Rest der Saison 2024 komplett aus. in der Saison 2025 startete sie einen Neuanfang mit dem Team Picnic PostNL.

## Erfolge

### Straße
2018
- Italienische Meisterin – Straßenrennen

2019
- eine Etappe Giro delle Marche in Rosa

2021
- Europameisterin – Mixed-Staffel
- Weltmeisterschaft – Mixed-Staffel

2022
- Amstel Gold Race Ladies Edition
- La Flèche Wallonne Féminine
- Mont Ventoux Dénivelé Challenge

2023
- Gesamtwertung und eine Etappe Tour Féminin International des Pyrénées
- Gesamtwertung, Punktwertung und eine Etappe Tour Cycliste Féminin International de l’Ardèche

### Bahn
2015
- Junioren-Europameisterin – Mannschaftsverfolgung (mit Elisa Balsamo, Rachele Barbieri und Sofia Bertizzolo)

2016
- Italienische Junioren-Meisterin – Punktefahren

2017
- Weltcup in Santiago de Chile – Mannschaftsverfolgung (mit Simona Frapporti, Francesca Pattaro und Silvia Valsecchi)
- U23-Europameisterin – Mannschaftsverfolgung (mit Elisa Balsamo, Martina Alzini und Francesca Pattaro)

2018
- Weltcup in Santiago de Chile – Mannschaftsverfolgung (mit Martina Alzini, Elisa Balsamo und Simona Frapporti)
- Weltcup in Minsk – Zweier-Mannschaftsfahren (mit Elisa Balsamo)
- Europameisterschaft – Mannschaftsverfolgung (mit Silvia Valsecchi, Letizia Paternoster und Elisa Balsamo)
- U23-Europameisterin – Einerverfolgung, Mannschaftsverfolgung (mit Martina Alzini, Elisa Balsamo und Letizia Paternoster)
- Bahnrad-Weltcup in Hongkong – Mannschaftsverfolgung (mit Letizia Paternoster, Martina Alzini und Elisa Balsamo)

2019
- Europaspielesiegerin – Mannschaftsverfolgung (mit Letizia Paternoster, Martina Alzini und Elisa Balsamo)
- Europaspiele – Einerverfolgung
- U23-Europameisterin –  Mannschaftsverfolgung (mit Letizia Paternoster, Elisa Balsamo und Vittoria Guazzini)
- Europameisterin – Derny (hinter Cordiano Dagnoni)
- Europameisterschaft – Mannschaftsverfolgung (mit Elisa Balsamo, Letizia Paternoster, Martina Alzini und Vittoria Guazzini)

2020
- U23-Europameisterin – Mannschaftsverfolgung (mit Chiara Consonni, Martina Fidanza und Vittoria Guazzini)